# 中田茂男
中田茂男（日语：／ Nakata Shigeo，1945年10月16日—），日本男子摔跤运动员。他曾代表日本参加1968年夏季奥林匹克运动会摔跤比赛，获得男子自由式52公斤级金牌。他也曾参加1966年亚洲运动会。